# Lagtävlingen i fälttävlan i ridsport vid olympiska sommarspelen 1992
Lagtävlingen i fälttävlan i ridsport vid olympiska sommarspelen 1992 var en av sex ridsportgrenar som avgjordes under de olympiska sommarspelen 1992. 

## Medaljörer
| Event | Guld                                                          | Silver                                                           | Brons                                                                     |
| Lag   | Australien David Green Gillian Rolton Andrew Hoy Matthew Ryan | Nya Zeeland Blyth Tait Andrew Nicholson Mark Todd Victoria Latta | Tyskland Herbert Bloecker Ralf Ehrenbrink Matthias Baumann Cord Mysegages |

## Resultat
| Placering | Nation         | Poäng   |
| 1         | Australien     | -288,60 |
| 2         | Nya Zeeland    | -290,80 |
| 3         | Tyskland       | -300,30 |
| 4         | Belgien        | -333,05 |
| 5         | Spanien        | -388,80 |
| 6         | Storbritannien | -406,60 |
| 7         | Japan          | -434,80 |
| 8         | Irland         | -445,80 |
| 9         | Polen          | -494,40 |
| 10        | USA            | -515,20 |
| 11        | Sverige        | -524,05 |
| 12        | Kanada         | -529,60 |
| 13        | Italien        | -534,60 |
| 14        | Frankrike      | -590,05 |
| 15        | Portugal       | -599,10 |
| -         | Nederländerna  | DNF     |
| -         | Ungern         | DNF     |
| -         | OSS            | DNF     |